# AMD Optimizing C/C++ Compiler
AOCC (AMD Optimizing C/C++ Compiler) — оптимізувальний компілятор з мов C/C++ від компанії AMD. Перший випуск компілятора опублікований у травні 2017, побудований на базі LLVM 4.0 і включає додаткові поліпшення і оптимізації для 17 сімейства процесорів AMD на базі мікроархітектури Zen, зокрема для процесорів AMD Ryzen. В компілятор також внесені загальні поліпшення, пов'язані з векторизацією, генерацією коду, високорівневою оптимізацією, міжпроцедурним аналізом і перетворенням циклів.
Компілятор доступний для 32- і 64-розрядних Linux-систем. Пропоновані для завантаження виконувані файли протестовані в RHEL, SLES і Ubuntu, але в загальному вигляді придатні для запуску на будь-яких системах з Glibc 2.17 і новіших випусках. AOCC поширюється тільки в бінарному вигляді і вимагає прийняття EULA-угоди.

## Дивись також
- Intel C++ Compiler